# Gampern
Gampern is een gemeente in de Oostenrijkse deelstaat Opper-Oostenrijk, gelegen in het district Vöcklabruck. De gemeente heeft ongeveer 2500 inwoners.

## Geografie
Gampern heeft een oppervlakte van 26 km². De gemeente ligt in het zuidwesten van de deelstaat Opper-Oostenrijk. Het ligt ten noordoosten van de deelstaat Salzburg en ten zuiden van de grens met Duitsland.
- Gemeinsame Normdatei: 4237903-9
- Virtual International Authority File: 244629098
- WorldCat: E39PBJtxbvmMQf4mhDx98xCYT3